# Фінал кубка Англії з футболу 1929
Фінал кубка Англії з футболу 1929 — 54-й фінал найстарішого футбольного кубка у світі. Учасниками фіналу були «Болтон Вондерерз» і «Портсмут». Володарем кубкового трофею став «Болтон Вондерерз».

## Шлях до фіналу
| «Болтон Вондерерз» | «Болтон Вондерерз» | «Болтон Вондерерз»                      | Раунд           | «Портсмут»         | «Портсмут» | «Портсмут»               |
| ------------------ | ------------------ | --------------------------------------- | --------------- | ------------------ | ---------- | ------------------------ |
| Суперник           | Результат          | Матчі                                   |                 | Суперник           | Результат  | Матчі                    |
| «Олдем Атлетік»    | 2—0                | 2—0 вдома                               | Третій раунд    | «Чарльтон Атлетік» | 2—1        | 2—1 вдома                |
| «Ліверпуль»        | 5—2                | 0—0 на виїзді, 5—2 вдома (перегравання) | Четвертий раунд | «Бредфорд Сіті»    | 2—0        | 2—0 вдома                |
| «Лестер Сіті»      | 2—1                | 2—1 на виїзді                           | П'ятий раунд    | «Челсі»            | 1—0        | 1—0 вдома                |
| «Блекберн Роверз»  | 3—2                | 1—1 на виїзді, 2—1 вдома (перегравання) | Шостий раунд    | «Вест Гем Юнайтед» | 3—2        | 3—2 вдома                |
| «Гаддерсфілд Таун» | 3—1                | 3—1 на нейтральному полі                | 1/2 фіналу      | «Астон Вілла»      | 1—0        | 1—0 на нейтральному полі |

## Матч
| 27 квітня 1929 |

| Болтон Вондерерз       | 2:0      | Портсмут |
| ---------------------- | -------- | -------- |
| Батлер 79' Блекмор 87' | Протокол |          |

| Вемблі, Лондон Глядачів: 92 576 Арбітр: Арнольд Джозефс |

|  |  |

|                   |  |                    |  |
|                   |  |                    |  |
| В                 |  | Дік Пім            |  |
| З                 |  | Алекс Фінні        |  |
| З                 |  | Боб Гейворт        |  |
| ПЗ                |  | Гаррі Наттолл      |  |
| ПЗ                |  | Джиммі Седдон (к)  |  |
| ПЗ                |  | Фред Кін           |  |
| Н                 |  | Віллі Кук          |  |
| Н                 |  | Джордж Гібсон      |  |
| Н                 |  | Гарольд Блекмор    |  |
| Н                 |  | Джиммі Макклелланд |  |
| Н                 |  | Біллі Батлер       |  |
| Головний тренер:  |  |                    |  |
| Чарльз Фоуверакер |  |                    |  |

|                  |  |                  |  |
|                  |  |                  |  |
| В                |  | Джок Гілфіллан   |  |
| З                |  | Томас Белл       |  |
| З                |  | Алек Макі        |  |
| ПЗ               |  | Девід Текерей    |  |
| ПЗ               |  | Джонні Макілвейн |  |
| ПЗ               |  | Джиммі Нічол     |  |
| Н                |  | Фред Кук         |  |
| Н                |  | Девід Вотсон     |  |
| Н                |  | Джек Веддл       |  |
| Н                |  | Джек Сміт        |  |
| Н                |  | Фред Форвард     |  |
| Головний тренер: |  |                  |  |
| Джек Тінн        |  |                  |  |